# رژیم تویوتومی

مون خاندان تویوتومی

رژیم تویوتومی (به ژاپنی: 豊臣政権) یک رژیم سامورایی است که از به قدرت رسیدن تویوتومی هیده‌یوشی از سال ۱۵۸۵ (یا از ۱۵۹۰) تا ۱۶۰۳ برقرار بود. در این رژیم به ترتیب تویوتومی هیده‌یوشی، پسر خواهرش تویوتومی هیده‌تسوگو و پسرارشدش تویوتومی هیده‌یوری قدرت را در دست داشتند.

## فهرست رژیم‌های سامورایی
- رژیم هیشی (۱۱۶۰–۱۱۸۵)
- شوگون‌سالاری کاماکورا (۱۱۸۵–۱۳۳۳) میلادی
- شوگون‌سالاری آشیکاگا (۱۵۶۸–۱۳۵۸) میلادی
- رژیم اودا از سال ۱۵۷۳ (در واقع از ۱۵۶۸ و به پایتخت رسیدن نوبوناگا) تا ۱۵۸۵
- رژیم تویوتومی از ۱۵۹۰ (در واقع از ۱۵۸۵) تا ۱۶۰۳
- شوگون‌سالاری توکوگاوا (۱۶۰۳ – ۱۸۶۸)

به نوعی رژیم مرکزی
- رژیم هوسوکاوا (۱۴۹۳–۱۵۴۹) میلادی
- رژیم میوشی (۱۵۴۹–۱۵۶۸) میلادی